# Hôpital Rachid de Dubaï
 (avril 2019).
Pour les articles homonymes, voir Rachid.
L'hôpital Rachid (en arabe : مستشفى راشد  ) est un hôpital général médical / chirurgical de 786 lits situé à Dubaï, aux Émirats arabes unis, et fait partie de la Autorité de santé de Dubaï. Construit en 1973, il s'agit du deuxième hôpital le plus ancien de la ville. Il est situé sur Oud Metha Road, à proximité du Khor Dubaï.
Le nouveau centre de traumatologie de l'hôpital a été achevé au milieu de 2006, sept ans après qu'il fut proposé. Il peut gérer 7 ambulances simultanément.
Le complexe comprend une bibliothèque médicale.
En juillet 2006, le DOHMS (maintenant DHA) a annoncé un plan d'un milliard de dirhams (272 millions de dollars américains) pour la construction d’un nouvel hôpital de 500 à 700 lits et de 30 000 mètres carrés dans les limites du complexe actuel. L’hôpital Rachid traite l’un des plus grands nombres de traumatismes majeurs au monde, avec en moyenne 3 à 5 cas de polytraumatismes graves chaque jour.
Le centre de traumatologie de l'hôpital, le plus achalandé de la région, a accueilli plus de 166 000 patients en 2013 et évalue entre 480 et 550 patients par jour. Jusqu'à fin 2012, le plus grand nombre de patients vus en une seule journée était de 580.
En 2013, des projets d'agrandissement du centre de traumatologie de l'hôpital Rachid, qui ajouterait 116 chambres et 160 lits, ont été annoncés. L’agrandissement ajoutera également deux étages à la structure existante. En janvier 2015, l'objectif d'achèvement de l'expansion était prévu pour mai 2015.
L’agrandissement de l’hôpital Rashid n’est que la phase 1 d’un « plan directeur » plus vaste, qui verra une dépense de trois milliards de dirhams dans six nouveaux centres de santé spécialisés, deux hôtels, ainsi que des villas et des appartements supplémentaires pour le personnel, ainsi qu’une mosquée, un lac et des espaces verts. En outre, l’hôpital principal sera reconstruit pour se composer de trois tours de 300 lits, portant la capacité totale à 900 lits.
Départements médicaux 
- Chirurgie générale
- Chirurgie mini-invasive
- Neurochirurgie adulte et pédiatrique
- Chirurgie vasculaire
- Chirurgie ortho-traumatique
- Chirurgie de la main
- Chirurgie bariatrique
- Proctologie
- Chirurgie hépatobiliaire et pancréatique
- Chirurgie de la colonne vertébrale
- Cardiologie
- Dermatologie
- Diabétologie
- Maladies de l'appareil digestif
- Maladies infectieuses
- Anesthésie
- Unité médicale de soins intensifs
- Unité chirurgicale de soins intensifs
- Neurologie
- Chirurgie plastique
- Radiologie

Commodités du service d'urgence
- 10 baies (?) d'ambulances
- 2 héliports
- 4 unités de réanimation
- Le 1er scanner STAT de la région

Prix:
- En 2010, la Commission mixte internationale des États-Unis a reconnu que l'hôpital Rachid surpassait les normes internationales en matière de soins cardiaques[7].
- En 2014, le centre de traumatologie de l'hôpital Rachid a été classé dans le top 10 par le registre allemand des polytraumatismes[8].